# Abbas ibn Shith
Abbas ibn Shith fue un Malik de la dinastía gúrida. Derrocó a su tío Abu Ali ibn Muhammad en 1035 y ascendió al trono gúrida. Durante su reinado, los nobles de Ghor solicitaron ayuda al sultán Gaznaví Ibrahim, quien marchó hacia Ghor y depuso a Abbas ibn Shith. Abbas fue sucedido por su hijo Muhammad ibn Abbas, quien aceptó rendir homenaje a los Gaznavidas.